# Yokuşdibi, Kabadüz
Yokuşdibi là một xã thuộc huyện Kabadüz, tỉnh Ordu, Thổ Nhĩ Kỳ. Dân số thời điểm năm 2010 là 2.82 người.